# 平政路街道
平政路街道，是中华人民共和国湖南省湘潭市雨湖区下辖的一个乡镇级行政单位。

## 行政区划
平政路街道下辖以下地区：
关圣殿社区、大埠桥社区和新梁街社区。